# Хилмен, Сидни
Сидни Хилмен (Хиллман, англ. Sidney Hillman, собственно Симха Гильман; 23 марта 1887, Жагоры, Российская империя, ныне Жагаре, Литва — 10 июля 1946 года, Пойнт-Лукаут, остров Лонг-Айленд, близ Нью-Йорка) — деятель американского рабочего движения. Сторонник тред-юнионионистской и реформистской социал-демократической политики, Хилмен был главой Объединённого профсоюза работников швейной промышленности Америки (Amalgamated Clothing Workers of America), ключевой фигурой в создании Конгресса производственных профсоюзов и мобилизации рабочего класса в поддержку реформ «Нового курса» Франклина Делано Рузвельта и Демократической партии.

## Происхождение
Симха Гильман родился 23 марта 1887 года в Жагаре, Литва, тогда входившей в состав Российской империи, в семье литовских евреев. Его дед по материнской линии был мелким торговцем, а дед по отцовской линии — раввином, известным своим благочестием и отсутствием заботы о материальных ценностях. Отец Гильмана сам был бедствующим хлеботорговцем, больше заботившимся о чтении религиозных текстов и молитве, чем о собственных затруднительных торговых делах.
Учась в хедере, к 13 годам сын глубоко религиозных родителей заучил наизусть несколько томов Талмуда. В следующем году он был отправлен в иешиву в Вилиямполе — небольшом городке через реку от города Ковно (ныне Каунас). Семья надеялась, что Симха последует родовой традиции, став раввином.
Однако на деле в Слободке он начал регулярно посещать секретные собрания созданного местным аптекарем подпольного кружка, участники которого читали радикальную литературу, книги по политической экономии. Таким образом, он познакомился с трудами Чарльза Дарвина, Карла Маркса, Джона Стюарта Милля и Герберта Спенсера в русском переводе.

## Биография

### Российская империя
В начале 1903 года Гильман из марксистского кружка перешёл к полноправному членству в Бунде. В 1904 году возглавил первый марш на 1 мая, проведённый в Ковно. В апреле 1905 года был арестован за революционную деятельность и брошен в тюрьму, где провёл полгода и больше узнал о революционной социальной теории от других политузников.
К тому времени вместе с Бундом он идентифицировал себя с меньшевистским крылом Российской социал-демократической рабочей партии (РСДРП). Выйдя по амнистии на свободу, продолжил революционную деятельность, но во время русской революции 1905—1907 годов играл незначительную роль, занимаясь распространением листовок, сбором средств для революционной организации и агитацией рабочих.

### Эмиграция
В октябре 1906 года, когда революция пошла на спад, а царские репрессии и организованные погромов заставили социалистическое движение вернуться в подполье, по фальшивому паспорту через Германию эмигрировал в Великобританию и поселился в Манчестере, где уже жили его дядя и двое братьев.
В августе 1907 года Хилмен снова эмигрировал, на этот раз в США, отплыв на борту лайнера Cunard Cedric. После короткого пребывания в Нью-Йорке отправился в Чикаго, где его ожидал друг и был более благоприятный рынок труда.
В Чикаго Хилмен непродолжительное время проработал упаковщиком на складе, собирая заказы за 6 долларов в неделю. Затем он нашел чуть более высокооплачиваемую работу кладовщиком в отделе одежды для младенцев универсального магазина Sears, Roebuck & Co.. Хилмен задержался на этой работе почти два года, после чего был уволен весной 1909 года во время спада бизнеса, и на протяжении нескольких месяцев был безработным.
Безработный Хиллман нашел работу в швейной промышленности в качестве закройщика на швейной фабрике Hart Schaffner & Marx, известного производителя мужской одежды.

### Объединенный профсоюз работников швейной промышленности
На фабрике Хилмен быстро стал одним из рабочих лидеров, и когда в 1910 году стихийная забастовка группы работниц привела к общегородской стачке 45 тысяч швейных рабочих, Хиллман был среди предводителей забастовки.
Из-за забастовки на бастующих ополчились не только их работодатели и местные власти, но и их собственный профсоюз, Объединенные работники швейной промышленности (United Garment Workers), консервативный член Американской федерации труда, однако в её результате было подписано соглашение, предусматривавшее, в частности, создание первого в стране арбитражного совета по трудовым конфликтам. В 1911 году Хилмен возглавил созданное на этом предприятии отделение профсоюза.
Профсоюзные боссы не доверяли боевым профсоюзам в Чикаго и других крупных городах, связанным с Социалистической партией Америки. Когда эти ячейки попытались исключить на съезде 1914 года, их делегаты, представляющие две трети членов профсоюза, учредили Объединённый профсоюз работников швейной промышленности Америки (ACWA), долгое время остававшийся вне Американской федерации труда.
В феврале 1914 года Хилмен занял пост в Интернациональном союзе работников дамской одежды (International Ladies' Garment Workers' Union) в Нью-Йорке, однако когда новый профсоюз (а также его невеста Бесси Абрамовиц, одна из руководительниц забастовки 1910 года) в телеграммах попросили его принять руководство над ACWA, Хилмен принял их предложение и в октябре того же года стал президентом профсоюза; эту должность он занимал до конца жизни. Уже в 1915 году возглавляемый им профсоюз был признан основной представительной организацией нью-йоркских швейников и к 1920 году охватывал 85 % рабочих-производителей мужской одежды в городе. В 1916 и 1919 году профсоюз провел крупные стачки, заставившие предпринимателей согласиться на 48-часовую, а затем и 44-часовую рабочую неделю. Усилились и позиции профсоюза в Чикаго, где к концу 1910-х прошла серия заметных забастовок, и в других местах наподобие Балтимора.

### Социальный реформизм
В годы Первой мировой войны, когда власти занимали довольно благожелательную позицию к «аполитичным» профсоюзам, но особенно яро преследовали леворадикальный и антивоенный профсоюз «Индустриальные рабочие мира» и сформировалось окончательно мировоззрение Хилмена — сочетание фабианства и профсоюзного экономизма.
В 1920-х годах Xилмен выступил за обновление профдвижения на основе производственного принципа и активизации борьбы за социальные реформы. ACWA под его началом стала пионером версии «социального юнионизма», предлагавшей членам профсоюза дешевое кооперативное жилье и страхование по безработице, а также учредила банк, который должен был обслуживать интересы трудящихся (другие профсоюзы также основывали свои собственные банки, ACWA также использовала свои банки для контроля за бизнес-операциями тех швейных предприятий, которые обращались за кредитами). Два банка, учрежденные при активном участии Хилмена и возглавлявшиеся им, спасли от банкротства многие швейные предприятия, особенно в период «великой депрессии». Одновременно предприниматели приняли под давлением Хилмена принцип «закрытого цеха» (согласно которому все рабочие должны состоять в соответствующем отраслевом профсоюзе), согласились с тем, что во всех частях страны труд должен оплачиваться одинаково (это положило конец практике «бегства мастерских», когда компании перемещались в районы с более дешевой рабочей силой). Хилмен наладил тесные связи со многими прогрессивными реформаторами, такими как Джейн Аддамс и Кларенс Дарроу, помогавшие его профсоюзу в забастовках в Чикаго в 1910 году и Нью-Йорке в 1913 году.
Вера Хилмена в стабильность как основу прогресса сочеталась с готовностью принять такие подходы промышленного машиностроения, как тейлоризм, которые также стремились рационализировать рабочие процессы. Сам профсоюз нанимал группы экспертов, помогавшие владельцам фабрик и мастерских оптимизировать производство и таким образом снизить себестоимость продукции. При этом «социальный диалог» с работодателями позволил повысить средний почасовой заработок по отрасли за межвоенный период примерно в 9 раз, а рабочие получили страхование на случай увольнения и пенсионное обеспечение. Обратной стороной этих соглашений стало снижение протестной активности профсоюзов — после 1920 года забастовки в швейной промышленности почти прекратились. Всё это столкнуло Хилмена с сильными анархо-синдикалистскими тенденциями в профсоюзном активе, приверженном тактике прямого действия.

### От интереса к СССР к противостоянию с коммунистами
С другой стороны, Хилмен был восприимчив к ранним усилиям Советского Союза по восстановлению его экономики на этапе «новой экономической политики». Сам он побывал в Советской России ещё в 1921 году, когда он привозил собранные американским профсоюзом швейников средства для голодающих и встречался с В. И. Лениным.
Возвратившись в США, выступил на ежегодном съезде своего профсоюза (май 1922) с сообщением о достигнутом им в Москве с Лениным соглашении о создании совместного производственного кооператива. Хиллман привел профсоюз в совместный проект с Советской Россией, привнёсший западные технологии и принципы промышленного управления на десять советских швейных фабрик. Механизмом этого взаимодействия была запущенная Хилменом Русско-американская индустриальная корпорация (РАИК), в совет директоров которой входил Фьорелло Ла Гуардия. Также по инициативе и при участии Хилмана были последовательно созданы Русско-американская торговая корпорация и Русско-американская торгово-промышленная ассоциация (РАТПРА).
Поддержка Хилменом советского эксперимента поначалу принесла ему симпатии Коммунистической партии США в начале 1920-х годов, но оттолкнула его от членов Социалистической партии и круга газеты Авраама Кагана «Daily Forward». Однако отношения Хилмена с Коммунистической партией расстроились уже в 1924 году из-за разногласий по поводу поддержки кандидатуры Роберта Лафоллетта-старшего на пост президента от Прогрессивной партии. К концу десятилетия, после борьбы и поражений в Монреале, Торонто и Рочестере, коммунисты больше не были значительной силой в профсоюзе.
Во время борьбы с Компартией Хилмен не только закрывал глаза на внедрение в профсоюз организованной преступности, но и прибегал к услугам гангстеров против коммунистов, подтверждая свою недружественность в отношении левого крыла собственного профсоюза. Проникновение гангстеров Хилмен пресёк лишь в 1931 году, выступив против Бухальтера, Бекермана и Орлофского.

### Великая депрессия и КПП
«Великая депрессия» 1929—1933 годов сократила членство ACWA до менее чем трети от докризисных показателей. Как и многие другие профсоюзы, он возродился с принятием Закона о национальном восстановлении промышленности. Руководство АФТ наконец позволило ACWA присоединиться к профконфедерации в 1933 году. Внутри АФТ Хилмен был одним из сильнейших сторонников органайзинга на крупных промышленных предприятиях массового производства, таких как автомобилестроение и металлургия, почти не охваченных профсоюзами, и текстильная промышленность, где профсоюзный охват был лишь частичным.
Хилмен с самого начала был сторонником «Нового курса» и Ф. Д. Рузвельта, который назначил его в профсоюзный консультативный совет при вновь созданной Национальной администрации восстановления в 1933 году, в Национальный совет по восстановлению промышленности в 1934 году, в Совет по справедливому найму рабочей силы в 1938 году. Хилмен оказал ключевую помощь сенатору Роберту Ф. Вагнеру в разработке Национального закона о трудовых отношениях и министру труда Фрэнсис Перкинс в деле принятия Закона о справедливых трудовых стандартах. Кроме того, в 1937 году сыграл решающую роль в заключении первого в швейной отрасли всеамериканского коллективного договора (охватывавшего предприятия, производившие мужскую одежду).
В связи с подъемом массового рабочего движения Хилмен поддержал инициативу рабочих низов и левых профсоюзных активистов во главе с Джоном Л. Льюисом, став одним из соучредителей в 1935 году Комитета производственных профсоюзов (позже Конгресс производственных профсоюзов; КПП). Когда КПП утвердился в качестве отдельной профсоюзной конфедерации в 1937 году, Хилмен стал его вице-президентом и до конца жизни возглавлял в его составе Организационный комитетработников текстильной промышленности (с мая 1939 года — Союз работников американской текстильной промышленности), что позволило рабочим отрасли оправиться после катастрофического поражения забастовки 1934 года. Хилмен играл роль почти во всех крупных инициативах КПП тех лет, включая урегулирование внутренних споров, которые ещё в зародыше чуть не уничтожили профсоюз автомобильных рабочих в 1938 году.
У Хилмена и Льюиса в конечном итоге возникли разногласия: Льюис выступал за более независимый подход к федеральному правительству, однако в итоге постепенно дистанцировался от КПП, подал в отставку с поста его главы, а затем в 1942 году вывел из его состава шахтёрский профсоюз. Хилмен же остался в КПП вторым человеком после Филиппа Мюррея, преемника Льюиса.

### Политическая деятельность
В своих выступлениях Хилмен неоднократно поддерживал идею завоевания рабочими профсоюзами большей политической самостоятельности, однако на практике примыкал к либеральному крылу Демократической партии. Сидни Хилмен и Давид Дубинский в 1936 году основали Американскую лейбористскую (трудовую / рабочую) партию, призванную служить промежуточным звеном для социалистов и других левых, которые хотели поддержать переизбрание Рузвельта, но не были готовы вступить в Демократическую партию, особенно в свете её союза с наиболее реакционными белыми элитами диксикратов в южных штатах и общеизвестной коррумпированности пресловутого Таммани-холла в Нью-Йорке. Позднее Дубинский покинул Лейбористскую партию из-за личных и политических разногласий с Хилменом и основал в 1944 году Либеральную партию Нью-Йорка. В тот же год Хилмен возглавил отделение Американской лейбористской партии в штате Нью-Йорк.
Хиллман был активным противником нацистской Германии и с начала Второй мировой войны ратовал за помощь США Англии и Франции. В годы войны был главным советником президента по профсоюзным делам, входил в его ближайшее окружение. С 1940 года представлял рабочее движение в Национальном консультативном комитете по национальной обороне. На рубеже 1940—1941 годов занял посты заместителя генерального директора и директора департамента труда Бюро по управлению производством, в сентябре 1941 г. — члена Совета по снабжению и субсидиям. Когда в 1942 году Рузвельт создал Совет по военному производству, он назначил Хилмена в нём директором департамента труда.
Хилмен не смог убедить лишать прав нарушителей трудового права, но помог ввести арбитраж как альтернативу забастовкам в оборонной промышленности. Однако временами он отождествлял себя с правительством настолько тесно, что, казалось, потерял корни в рабочем движении.
Хилмен также считал, что профсоюзы должны политически мобилизовать своих членов. Они с Льюисом основали «Непартийную лигу труда» (Labor’s Non-Partisan League), проводившую кампанию за избрание Рузвельта в 1936 и 1940 году, хотя в последнем случае сам Льюис поддержал Уэнделла Вилки Хиллман был первым председателем Комитета политических действий КПП, созданного в 1942—1943 годах, а также Национального комитета политических действий граждан (NCPAC), который затем стал соучредителем Прогрессивной партии 1948 года. На последних выборах Рузвельта в 1944 году Хилмен собрал почти 1 миллион долларов США на его кампанию.
Кроме того, Хилмен был вице-президентом Всемирной федерации профсоюзов, членом Американской академии политических и социальных наук.

### Смерть и наследие
Хиллман, который некоторое время болел, скончался от сердечного приступа в возрасте 59 лет 10 июля 1946 года в своем летнем доме в Пойнт-Лукаут, Нью-Йорк. Его тело было похоронено в мавзолее, расположенном на Кладбище Вестчестер Хиллз, в 20 милях к северу от Нью-Йорка. Был похоронен по иудейскому обряду, который провёл реформистский раввин Стивен Сэмюэл Вайз.
Преемник Хиллмана на посту главы ACWA, уроженец Украины Джейкоб Потофский, играл гораздо менее заметную роль в КПП, воссоединившемся с АФТ в АФТ-КПП в 1955 году (Американская лейбористская партия, в создании которой принимал участие Хилмен, прекратила свое существование в том же году).
Фонд Сидни Хиллмана, созданный в его честь, ежегодно вручает журналистам и писателям награды за работу, поддерживающую социальную справедливость и прогрессивную государственную политику. Первые награды Сидни Хиллмана были объявлены в 1950 году. Кроме того, с 1949 по 1995 год фонд ежегодно вручал награды общественным деятелям, преследующим социальную справедливость и государственную политику на общее благо.